# Tommy LiPuma
Tommy LiPuma, né le 5 juillet 1936 à Cleveland et mort le 13 mars 2017 à New York, est un producteur de musique américain. Ses productions ont reçu 33 nominations aux Grammy Awards et ont permis la vente de plus de 75 millions d'albums. Il a reçu à titre personnel 5 victoires aux Grammy Awards. Tommy LiPuma a travaillé avec de nombreux musiciens, dont Barbra Streisand, Miles Davis, Bill Evans, George Benson, Phil Upchurch, Al Jarreau, Anita Baker, Natalie Cole, Gábor Szabó, Claudine Longet, Dave Mason, les Yellowjackets, The Sandpipers, Michael Franks, Diana Krall, Paul McCartney, Ben Sidran, The Crusaders, Joe Sample, Randy Crawford et Dr. John. 

## Biographie
Enfant, une infection osseuse prolongée amène Tommy LiPuma à passer beaucoup de temps à écouter la radio, et il découvre les artistes de rhythm and blues et de jazz de l'époque : Little Jimmy Scott, Ruth Brown, Big Maybelle, Charles Brown et Nat King Cole. Inspiré par cette musique, il commence à prendre des cours de saxophone ténor. Tout en jouant dans des big bands locaux, il étudie également dans une école de coiffure, dans l'idée de poursuivre les traces de son père. Cependant, l'opportunité de partir en tournée avec un groupe musical modifie ses projets personnels. Son premier véritable travail dans l'industrie de la musique fut en tant qu'employé débutant pour un distributeur de musique de Cleveland, MS Distributors, où il devient leur représentant pour les promotions locales. 

### Liberty / Imperial et A&M
En 1961, LiPuma rejoint comme représentant promotionnel Liberty Records, qui va acquérir Imperial Records et son catalogue d'édition. À partir de là, LiPuma commence à travailler dans l'édition musicale, tout en produisant des sessions de démo pour de jeunes auteurs-compositeurs tels que Jackie DeShannon, Randy Newman et P. J. Proby. Fin 1964, LiPuma produit son premier enregistrement, Lipstick Traces, avec un groupe de Cleveland, The O'Jays, qui lui vaut un succès R&B du Top 40. En 1965, Herb Alpert et Jerry Moss (en) l'engagent pour devenir le premier producteur salarié de leur nouveau label A&M. Au cours des quatre années suivantes, il produit des tubes du Top 40, parmi lesquels Guantanamera pour The Sandpipers et The More I See You pour Chris Montez, et des disques d'or pour la chanteuse française Claudine Longet (Claudine et The Look of Love). En 1968, il participe à l'enregistrement du single A Walk in the Park de Claudine Longet, contribuant sa voix. 

### Blue Thumb Records
Inspiré par les changements culturels de la fin des années 1960, et par des événements tels que le Monterey Pop Festival, LiPuma crée le label Blue Thumb Records avec Bob Krasnow en 1968. Se sentant cantonné dans un style musical unique pour ses productions chez A&M, LiPuma voit ce nouveau label comme une opportunité pour lui d'élargir ses horizons musicaux. Phil Upchurch, un artiste de Blue Thumb Records, déclare que Tommy LiPuma a les meilleures oreilles de l'industrie du disque. Le label réunit une liste éclectique de talents musicaux tels que : Ben Sidran, Gerry Rafferty, The Credibility Gap, The Crusaders, Hugh Masekela, Ike & Tina Turner, The Pointer Sisters, Dave Mason, Gábor Szabó, João Donato, Southwind, Mark-Almond, Nick DeCaro, la troupe de comédie National Lampoon et Dan Hicks and His Hot Licks (en). 

### Columbia Records et Warner Bros. Records
En 1974, Tommy LiPuma assure, en tant que producteur indépendant, la production pour Columbia Records du nouvel album de Barbra Streisand incluant la chanson thème du film The Way We Were. Fin 1974, il rejoint Warner Bros. Records en tant que producteur délégué de A&R. C'est à Warner Bros qu'il reçoit son premier disque de platine multiple avec l'album Breezin de George Benson en 1976, et remporte son premier Grammy pour le titre This Masquerade.  D'autres succès suivent avec des albums pour Michael Franks, Al Jarreau, Stuff, Eumir Deodato, Bill Evans, Antônio Carlos Jobim, João Gilberto et Dan Hicks. 

### A&M / Horizon et Warner Bros. Records
De 1978 à 1979, LiPuma est responsable de Horizon Records, un label d'A&M, où il travaille avec Brenda Russell, le Yellow Magic Orchestra, Seawind, Dr. John et Neil Larsen. Fin 1979, de retour chez Warner Bros. Records, il devient vice-président de la division jazz et musique progressive. Passant plus de dix ans chez Warner, il produit des disques pour Randy Crawford, Brenda Russell, Peabo Bryson, Patti Austin, les Yellowjackets, Michael Brecker, David Sanborn, Bob James, Miles Davis, Earl Klugh, Randy Newman, Dr John, Aztec Camera et Everything but the Girl. 

### Elektra Records
En 1990, LiPuma quitte Warner Records pour devenir vice-président chez Elektra Records. Dans ce rôle, il produit 8 des titres de l'album Unforgettable... with Love de Natalie Cole. C'est l'un de ses projets les plus réussis sur le plan commercial, certifié 7 fois platine et remportant trois prix Grammy, y compris le deuxième Grammy à titre personnel pour LiPuma. Il relance la carrière de Little Jimmy Scott chez Sire Records et produit la bande originale du film de David Mamet Glengarry Glen Ross.

### GRP/Verve Records
De 1994 à 2011, LiPuma travaille pour GRP et Verve Records. À son arrivée, il rencontre la chanteuse et pianiste Diana Krall, avec laquelle il va collaborer avec succès sur une douzaine d'albums. Son album, When I Look In Your Eyes, s'est vendu à 2 millions d'exemplaires et a été nommé Album de l'année en 2000. Son album suivant, The Look of Love, a fait ses débuts dans le Top 10 du classement Albums du Billboard, vendant plus de 4 millions d'exemplaires dans le monde. [réf. nécessaire] L'album de Krall de 2002, Live in Paris, a permis à LiPuma de décrocher son troisième Grammy. 
De 2004 à 2011, il est président émérite chez Verve. Durant cette période, LiPuma travaille à nouveau en tant que producteur indépendant, produisant des albums pour d'autres labels avec des artistes tels que Michael Bublé, Willie Nelson, Barbra Streisand, Joe Sample & Randy Crawford (PRA Records), Luis Salinas et Paul McCartney (produisant le premier album de standards de l'ex-Beatle, Kisses on the Bottom).

## Vie privée
En dehors de la musique, LiPuma collectionne l'art moderne américain du XXe siècle . Des œuvres de sa collection, comprenant des pièces des artistes Marsden Hartley, John Marin, Arthur Dove et Alfred Henry Maurer, ont été exposées dans diverses galeries et musées à travers les États-Unis. 
LiPuma décède à New York le 13 mars 2017, à l'âge de 80 ans.

## Hommage
Le 26 mars 2012, le Cuyahoga Community College de Cleveland, lui dédie son nouveau centre d'études artistiques : le Gill &Tommy LiPuma Center for Creative Arts. 